# Márcia Narloch

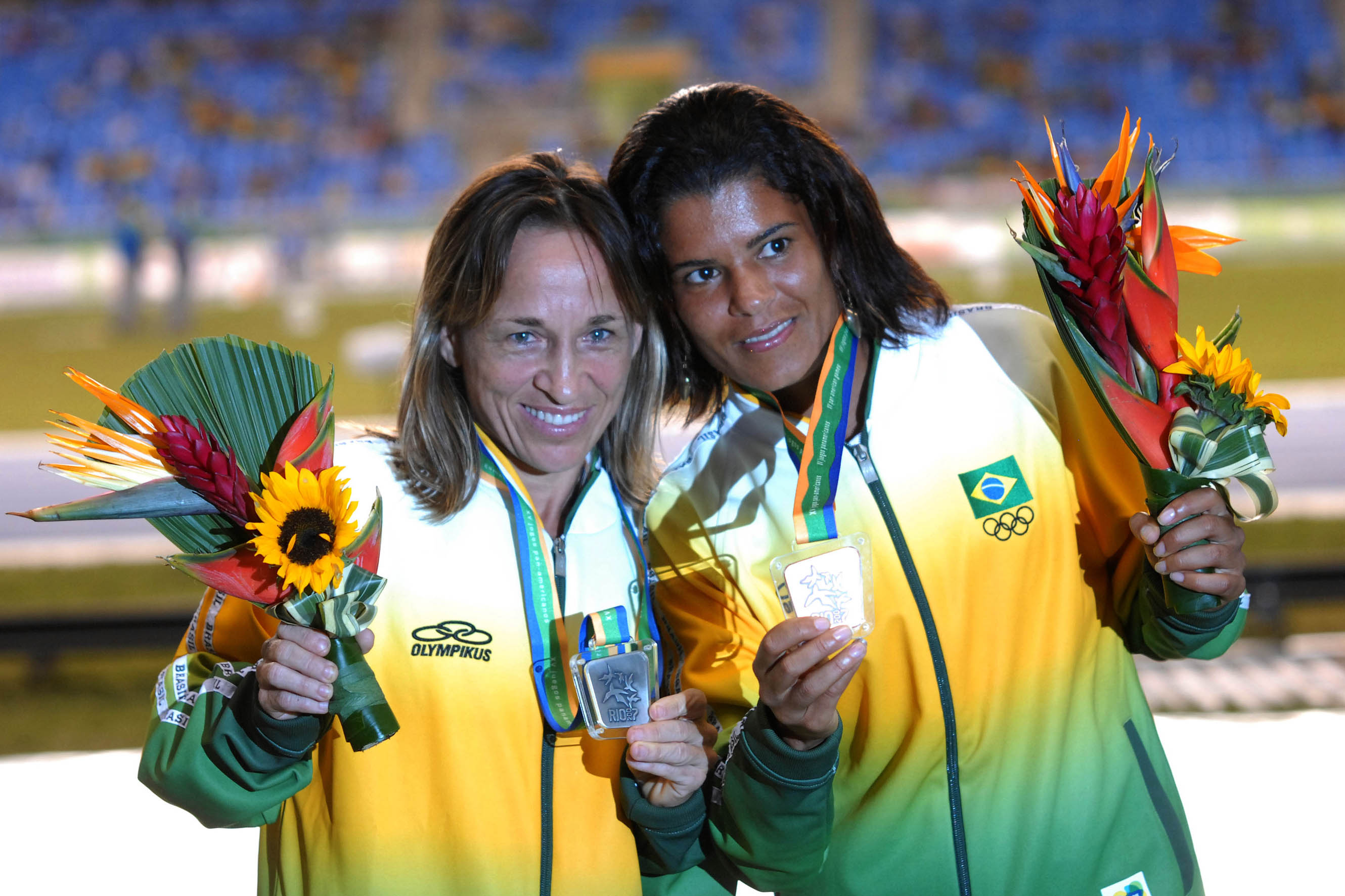
Márcia Narloch (links) neben Sirlene de Pinho bei der Siegerehrung der Panamerikanischen Spiele 2007

Márcia Narloch (* 18. März 1969 in Joinville) ist eine brasilianische Langstreckenläuferin, die sich auf den Marathon spezialisiert hat.
1990 gewann sie die 25 km von Berlin in 1:27:20 h und stellte dabei den aktuellen nationalen Rekord auf. Im selben Jahr wurde sie Zweite beim Hamburg- und Fünfte beim Berlin-Marathon. 1991 wurde sie jeweils Zweite beim Los-Angeles-Marathon und beim Twin Cities Marathon, und bei den Olympischen Spielen 1992 in Barcelona belegte sie den 17. Platz.
1993 wurde sie Vierte beim New-York-City-Marathon, und 1996 qualifizierte sie sich als Elfte des Boston-Marathons für die Olympischen Spiele in Atlanta, bei denen sie auf den 39. Platz kam. 2003 stellte sie als Sechste des Hamburg-Marathons mit 2:29:59 h ihren persönlichen Rekord auf und gewann Gold bei den Panamerikanischen Spielen in Santo Domingo. Bei ihrem dritten olympischen Marathon 2004 in Athen erreichte sie nicht das Ziel. 2006 wurde sie Fünfte beim Berlin-Marathon, und 2007 gewann sie Silber bei den Panamerikanischen Spielen in Rio de Janeiro.
1998 und 2000 wurde sie brasilianische Meisterin im 10.000-Meter-Lauf, und dreimal (1999, 2000 und 2005) gewann sie den São-Paulo-Marathon.
Márcia Narloch ist 1,53 Meter groß, wiegt 42 kg und lebt in Rio de Janeiro.

## Persönliche Bestzeiten
- 10.000 m: 33:22,15 min, 17. April 1999, Rio de Janeiro
- Marathon: 2:29:59 h, 29. April 2003, Hamburg